# 内容違い (放送)
放送における内容違い（ないようちがい）とは、放送事故の形態のひとつ。放送の内容が予定されたものと異なっている状態を示す。

## 概要
「不体裁」とともに多く発生する形態である。
放送は毎日、その開始から終了まで、「放送進行表」あるいは「放送運行表」と呼ばれる緻密なスケジュールに従って行われる（新聞などに掲載される番組表はその抜粋である）が、そこで定められている番組および（民間放送における）CM等の送出順序が、ずれたり異なったりした場合、映像・音声自体が正常であっても、「内容違い」とみなされる。ただし、事件、事故、災害などの緊急事態による報道特別番組への切り替えは、内容違いに含まない。
したがって、一般の視聴者の側からは気づきにくく、強い印象には残らない種類の放送事故ではあるが、特に民間放送局にとっては、CMの内容違いは商取引の不履行とみなされかねず、経済的損失につながるため、避けることが強く求められるものである。

### 原因
内容違いは、機械的・人為的いずれかの原因により、不規則かつ突発的に発生する。
- 自動番組制御装置や、これに付随する各種の装置からなる送出システムの不具合。
- 放送進行表の制作（番組編成）、放送に用いる個々の素材の制作、送出装置への素材セットの人為的ミス。
- 生放送の場合、副調整室での切り替えミス。

かつて放送は、主調整室において、全て人手によって切り替え・送出操作が行われていたため、この種の事故の多くは人為的に発生していた。

### 対策
- 放送進行が自動化されるようになった昨今においても、機械化・自動化に限界がある工程（上記の編成・素材制作等）は、人の目による何重ものチェック体制がとられている。
- 番組表で予告された番組の出演者や、報道番組等の特集その他が異なることが予告後に定まった場合、番組内で内容が異なった旨のアナウンスないし字幕の表示を行う。